# Список індустріальних парків України
Реєстр індустріа́льних (промисло́вих) па́рків Украї́ни — єдиний реєстр, до якого індустріальні парки включаються за заявою ініціаторів створення, який ведеться згідно з «Порядком прийняття рішення про включення індустріального (промислового) парку до Реєстру індустріальних (промислових) парків», затвердженого постановою Кабінету Міністрів України.
Для прийняття рішення про включення індустріального парку до Реєстру, що ведеться за формою, затвердженою Міністерством економічного розвитку України, ініціатор створення індустріального парку подає Мінекономрозвитку документи, передбачені статтею 15 Закону України «Про індустріальні парки».
Актуальний реєстр індустріальних (промислових) парків доступний на вебсайті Мінекономрозвитку.

## Інформація про індустріальні парки України, включені до Реєстру станом на 13 квітня 2023 року
| Найменування                                    | Розташування                                                                    | Дата включення до Реєстру | Строк, на який створено, роки | Загальна площа земельної ділянки, га | Ініціатор створення | Ініціатор створення                                                                             | Керуюча компанія                                                                                                   | Керуюча компанія                                             | Керуюча компанія                                           | Керуюча компанія                 | Учасник | Учасник | Учасник              | Учасник             |
| Найменування                                    | Розташування                                                                    | Дата включення до Реєстру | Строк, на який створено, роки | Загальна площа земельної ділянки, га | назва |                                                                                                 | назва | реквізити                                                    | дата набуття статусу                                       | дата втрати статусу              | назва | вид діяльності учасника згідно з КВЕД 009:2010 | дата набуття статусу | дата втрати статусу |
| Індустріальний парк в одесі "ОДЕСА НОВА ПАРК"   | м. Одеса                                                                        |                           |                               | 16                                   | Індустріальний парк «ОДЕСА НОВА ПАРК» | https://www.odesanovapark.com.ua/                                                               | Індустріальний парк «ОДЕСА НОВА ПАРК»                                                                              |                                                              |                                                            |                                  | | |                      |                     |
| Долина                                          | м. Долина Івано-Франківської області                                            | 03.02.2014                | 30                            | 27,14                                | Долинська міська рада Івано-Франківської області |                                                                                                 | Комунальне підприємство Долинської міської ради «Долина — інвест»                                                  |                                                              | 17.09.2014                                                 |                                  | відсутні | |                      |                     |
| Славута                                         | м. Славута Хмельницької області                                                 | 07.02.2014                | 50                            | 50,00                                | Славутська міська рада Хмельницької області | Дацюк Сергій Миколайович                                                                        | Комунальне підприємство «Славутський міський центр земельно-кадастрових робіт»                                     |                                                              | 27.03.2015                                                 |                                  | відсутні | |                      |                     |
| Львівський індустріальний парк «Рясне — 2»      | м. Львів, у межах промвузла «Рясне — 2»                                         | 07.02.2014                | 50                            | 23,49                                | Львівська міська рада |                                                                                                 | ТзОВ «СіТіПарк Львів»                                                                                              |                                                              | 14.07.2015                                                 |                                  | відсутні | |                      |                     |
| Коростень                                       | м. Коростень Житомирської області                                               | 01.04.2014                | 30                            | 42,20                                | Коростенська міська рада Житомирської області, Жилін Олексій Васильович |                                                                                                 | ТОВ «Екобау Сервіс»                                                                                                | Штойко Володимир Миколайович                                 | 16.07.2015                                                 | 19.10.2017                       | відсутні | |                      |                     |
| Центральний                                     | м. Кременчук Полтавської області                                                | 01.04.2014                | 50                            | 168,55                               | Кременчуцька міська рада Полтавської області |                                                                                                 | Комунальне підприємство Кременчуцький центр міжнародних зв'язків та економічного розвитку міста «Кременчук Інвест» |                                                              | 23.06.2016                                                 | 23.08.2018                       | відсутні | |                      |                     |
| Свема                                           | м. Шостка Сумської області                                                      | 06.06.2014                | 30                            | 92,00                                | Шосткинська міська рада Сумської області |                                                                                                 | Комунальне підприємство «Індустріальний парк „Свема“»                                                              |                                                              | 06.05.2014                                                 |                                  | ТОВ «Шосткинський елеватор» | 01.11 Вирощування зернових культур (крім рису), бобових культур і насіння олійних культур 01.50 Змішане сільське господарство 01.61 Допоміжна діяльність у рослинництві 01.63 Післяурожайна діяльність 01.64 Оброблення насіння для відтворення 46.21 Оптова торгівля зерном, необробленим тютюном, насінням і кормами для тварин | 04.03.2015           |                     |
| Соломоново                                      | с. Соломоново Ужгородського району Закарпатської області                        | 06.06.2014                | 30                            | 66,20                                | Товариство з обмеженою відповідальністю «Сезпарксервіс», Товариство з обмеженою відповідальністю «Євромотор», Товариство з обмеженою відповідальністю «Євроавтотек», Товариство з обмеженою відповідальністю «РІК» | Панов Володимир Олексійович,                                                                    | ТОВ «Сезпарксервіс»                                                                                                | Панов Володимир Олексійович, Паращинець Марина Олександрівна | 15.03.2016 (поновлено статус) 22.08.2014 (отримано статус) |                                  | відсутні | |                      |                     |
| Перший український індустріальний парк          | смт Велика Димерка Броварського району Київської області                        | 08.07.2014                | 40                            | 105,00                               | ТОВ «Земельний союз» |                                                                                                 | ТОВ «Індастріал Парк Менеджмент»                                                                                   |                                                              | 23.12.2016                                                 |                                  | відсутні | |                      |                     |
| BIONIC HiLL                                     | м. Київ http://www.bionic-hill.com/                                             | 01.09.2014                | 39                            | 56,74                                | Товариство з обмеженою відповідальністю «Біонік Девелопмент» |                                                                                                 | відсутня |                                                              |                                                            |                                  | відсутні | |                      |                     |
| iPark                                           | с. Визирка Комінтернівського району Одеської області http://ipark.info/         | 01.09.2014                | 49                            | 16,00                                | громадяни України Ставніцер Андрій Олексійович, Мушинська Валентина Костянтинівна | Берестенко Владислав                                                                            | ТОВ з ІІ «Трансінвестсервіс»                                                                                       |                                                              | 31.08.2015                                                 |                                  | відсутні | |                      |                     |
| Кривбас                                         | м. Кривий Ріг Дніпропетровської області                                         | 01.09.2014                | 30                            | 26,03                                | Криворізька міська рада Дніпропетровської області |                                                                                                 | відсутня |                                                              |                                                            |                                  | відсутні | |                      |                     |
| Тростянець                                      | м. Тростянець Сумської області                                                  | 14.10.2014                | 30                            | 39,96                                | Тростянецька міська рада Сумської області | Злепко Володимир Анатолійович                                                                   | ТОВ «Екобау Сервіс Ост»                                                                                            | Савочка Андрій Анатолійович                                  | 02.10.2015                                                 |                                  | відсутні | |                      |                     |
| Мироцьке                                        | с. Мироцьке Києво-Святошинського району Київської області                       | 30.05.2016                | 30                            | 33,67                                | громадянин Іванченко Василь Леонідович |                                                                                                 | ТОВ «Індустріальний парк Мироцьке»                                                                                 | Герман Станіслав Вікторович, Качараба Володимир Петрович,    | 07.04.2016                                                 |                                  | відсутні | |                      |                     |
| Вінницький індустріальний парк                  | м. Вінниця                                                                      | 15.07.2016                | 30                            | 60,70                                | Вінницька міська рада |                                                                                                 | Комунальне підприємство «Вінницький муніципальний центр інновацій»                                                 | Тудвасєв Валерій Михайлович,                                 | 31.08.2017                                                 |                                  | відсутні | |                      |                     |
| ЖИТОМИР-СХІД                                    | м. Житомир                                                                      | 27.10.2016                | 40                            | 24,73                                | Житомирська міська рада | Костриця Микола Миколайович                                                                     | Комунальне підприємство «ЦЕНТР ІНВЕСТИЦІЙ» Житомирської міської ради                                               | Горб Валерій Михайлович                                      | 25.04.2017                                                 |                                  | відсутні | |                      |                     |
| Новодністровськ                                 | м. Новодністровськ Чернівецької області                                         | 13.01.2017                | 30                            | 15,36                                | Новодністровська міська рада | Болдашев Анатолій Іванович, Остафій Георгій Георгійович,                                        | Публічне акціонерне товариство «Гравітон»                                                                          | Чорноусенко Віталій Анатолійович                             | 24.07.2017                                                 |                                  | відсутні | |                      |                     |
| Фастіндастрі                                    | м. Фастів Київської області                                                     | 13.01.2017                | 30                            | 15,00                                | Фастівська міська рада |                                                                                                 | відсутня |                                                              |                                                            |                                  | відсутні | |                      |                     |
| Павлоград                                       | Павлоградський р-н, Дніпропетровська область                                    | 14.02.2017                | 30                            | 250,00                               | Дніпропетровська обласна державна адміністрація | Псарьов Олексій Сергійович,                                                                     | ДП «Інвестиційно-інноваційний центр»                                                                               | Коломійцев Олександр Анатолійович                            | 24.03.2017                                                 |                                  | ТОВ «СГ МЕТАНОЛ» | 20.14 Виробництво інших основних органічних хімічних речовин | 18.04.2017           |                     |
| Павлоград                                       | Павлоградський р-н, Дніпропетровська область                                    | 14.02.2017                | 30                            | 250,00                               | Дніпропетровська обласна державна адміністрація | Псарьов Олексій Сергійович,                                                                     | ДП «Інвестиційно-інноваційний центр»                                                                               | Коломійцев Олександр Анатолійович                            | 24.03.2017                                                 | ТОВ «СІНГАЗ ФТС»                 | 20.11 Виробництво промислових газів | 18.04.2017 |                      |                     |
| Павлоград                                       | Павлоградський р-н, Дніпропетровська область                                    | 14.02.2017                | 30                            | 250,00                               | Дніпропетровська обласна державна адміністрація | Псарьов Олексій Сергійович,                                                                     | ДП «Інвестиційно-інноваційний центр»                                                                               | Коломійцев Олександр Анатолійович                            | 24.03.2017                                                 | ТОВ ІНВЕСТИЦІЙНА ГРУПА «КВАРТАЛ» | 35.11 Виробництво електроенергії 35.12 Передача електроенергії | 16.05.2017 |                      |                     |
| Яворівський індустріальний парк                 | Яворівський р-н, Львівська область                                              | 26.04.2017                | 30                            | 40,00                                | Яворівська районна рада | Хлян Орест Васильович                                                                           | відсутня |                                                              |                                                            |                                  | відсутні | |                      |                     |
| Золотоноша                                      | м. Золотоноша, Черкаська область                                                | 18.05.2017                | 30                            | 39,93                                | Золотоніська міська рада | Остроглазова Вікторія Володимирівна — начальник управління економіки Золотоніської міської ради | відсутня |                                                              |                                                            |                                  | відсутні | |                      |                     |
| Кам'янка-Бузький індустріальний парк            | м. Кам'янка-Бузька Львівської області                                           | 31.05.2017                | 30                            | 24,47                                | Кам'янка-Бузька міська рада |                                                                                                 | відсутня |                                                              |                                                            |                                  | відсутні | |                      |                     |
| Вінницький кластер холодильного машинобудування | м. Вінниця                                                                      | 31.05.2017                | 30                            | 19,27                                | Вінницька міська рада та ПАТ «Українська пивна компанія» |                                                                                                 | відсутня |                                                              |                                                            |                                  | відсутні | |                      |                     |
| Новороздільський індустріальний парк            | м. Новий Розділ Львівської області                                              | 15.06.2017                | 50                            | 46,40                                | Новороздільська міська рада | Цюра Андрій Степанович                                                                          | відсутня |                                                              |                                                            |                                  | відсутні | |                      |                     |
| Нововолинськ                                    | м. Нововолинськ Волинської області                                              | 30.06.2017                | 30                            | 20,00                                | Нововолинська міська рада | Громик Олександр Іванович, Сєргєєва Вероніка Володимирівна,                                     | відсутня |                                                              |                                                            |                                  | відсутні | |                      |                     |
| Лиманський                                      | м. Лиман Донецької області                                                      | 30.06.2017                | 40                            | 27,52                                | Лиманська міська рада | Цимідан Петро Федорович, Картишев Сергій Вікторович                                             | відсутня |                                                              |                                                            |                                  | відсутні | |                      |                     |
| СІГМА Парк Яричів                               | с. Старий Яричів, Кам'янка-Бузького р-ну Львівської області                     | 04.09.2017                | 50                            | 15,71                                | ТОВ «Індустріальний парк „СІГМА Парк Яричів“» | Процак Роман Іванович                                                                           | відсутня |                                                              |                                                            |                                  | відсутні | |                      |                     |
| Ланнівський індустріальний парк                 | селище Ланна Карлівський район Полтавська область                               | 12.09.2017                | 49                            | 30,71                                | ПП «Ланнівський цукровий завод» | Санжарівський Володимир Миколайович                                                             | ТОВ «Ланнівська МТС»                                                                                               | Підгайний Роман Олександрович                                | 15.09.2017                                                 |                                  | Приватне підприємство «Ланна-Агро» | 01.63 Післяурожайна діяльність 01.64 Оброблення насіння для відтворення 46.21 Оптова торгівля зерном, необробленим тютюном, насінням і кормами для тварин 52.10 Складське господарство 52.24 Транспортне оброблення вантажів | 19.09.2017           |                     |
| Ланнівський індустріальний парк                 | селище Ланна Карлівський район Полтавська область                               | 12.09.2017                | 49                            | 30,71                                | ПП «Ланнівський цукровий завод» | Санжарівський Володимир Миколайович                                                             | ТОВ «Ланнівська МТС»                                                                                               | Підгайний Роман Олександрович                                | 15.09.2017                                                 | ТОВ «Промінь»                    | 01.63 Післяурожайна діяльність 01.64 Оброблення насіння для відтворення 46.21 Оптова торгівля зерном, необробленим тютюном, насінням і кормами для тварин 52.10 Складське господарство 52.24 Транспортне оброблення вантажів | 28.11.2017 |                      |                     |
| Київщина                                        | с. Нові Петрівці, Вишгородський р-н, Київська обл.                              | 25.10.2017                | 30                            | 118,36                               | ПрАТ «Промислово-технологічний парк „Київщина“» |                                                                                                 | відсутня |                                                              |                                                            |                                  | відсутні | |                      |                     |
| Техносіті                                       | м. Костянтинівка Донецької області                                              | 22.02.2018                | 49                            | 34,01                                | Костянтинівська міська рада Донецької області |                                                                                                 | |                                                              |                                                            |                                  | відсутні | |                      |                     |
| Біла Церква                                     | територія Шкарівської сільської ради Білоцерківського району Київської області  | 13.04.2018                | 50                            | 24,14                                | ТОВ «Індустріальний парк „Біла Церква 1“» |                                                                                                 | |                                                              |                                                            |                                  | відсутні | |                      |                     |
| Олександрія                                     | м. Олександрія, Кіровоградська область                                          | 13.04.2018                | 49                            | 24,48                                | Олександрійська міська рада Кіровоградської області |                                                                                                 | |                                                              |                                                            |                                  | відсутні | |                      |                     |
| Захід Ресурс                                    | м. Городок, Львівська область                                                   | 19.09.2018                | 30                            | 20,76                                | ТОВ «ЄВРО-ІНВЕСТ-ХОЛДІНГ» |                                                                                                 | |                                                              |                                                            |                                  | відсутні | |                      |                     |
| Тернопіль                                       | м. Тернопіль, Тернопільська область                                             | 19.09.2018                | 30                            | 15                                   | Тернопільська міська рада |                                                                                                 | |                                                              |                                                            |                                  | відсутні | |                      |                     |
| Біла Церква 2                                   | територія Шкарівської сільської ради Білоцерківського району Київської області  | 04.10.2018                | 50                            | 34,71                                | ТОВ «ІП „Біла Церква 2“» |                                                                                                 | |                                                              |                                                            |                                  | відсутні | |                      |                     |
| Енергія                                         | м. Миколаїв, Миколаївська область                                               | 07.11.2018                | 30                            | 36                                   | Миколаївська міська рада |                                                                                                 | |                                                              |                                                            |                                  | відсутні | |                      |                     |
| INNOVATION FORPOST                              | м. Дніпро, Дніпропетровська область                                             | 07.11.2018                | 45                            | 49,51                                | Дніпровська міська рада |                                                                                                 | |                                                              |                                                            |                                  | відсутні | |                      |                     |
| Суми                                            | м. Суми, Сумська область                                                        | 04.12.2018                | 30                            | 17,52                                | Сумська міська рада |                                                                                                 | |                                                              |                                                            |                                  | відсутні | |                      |                     |
| АзовАкваІнвест                                  | м. Маріуполь, Донецька область                                                  | 07.02.2019                | 30                            | 15,65                                | Маріупольська міська рада |                                                                                                 | |                                                              |                                                            |                                  | відсутні | |                      |                     |
| Хмельницький                                    | м. Хмельницький, Хмельницька область                                            | 07.02.2019                | 50                            | 90,93                                | Хмельницька міська рада |                                                                                                 | |                                                              |                                                            |                                  | відсутні | |                      |                     |
| Подільськ                                       | м. Подільськ, Одеська область                                                   | 22.03.2019                | 30                            | 31,07                                | Подільська міська рада |                                                                                                 | |                                                              |                                                            |                                  | відсутні | |                      |                     |
| Бізнес Прайм                                    | територія Тростянецької сільської ради Миколаївського району Львівської області | 19.08.2019                | 30                            | 17,5                                 | ТОВ «Рубікон Трейд» |                                                                                                 | |                                                              |                                                            |                                  | відсутні | |                      |                     |
| ВІНТЕР СПОРТ                                    | м. Вінниця, Вінницька область                                                   | 19.08.2019                | 50                            | 25                                   | ТОВ «ХЕД Вінниця» |                                                                                                 | |                                                              |                                                            |                                  | відсутні | |                      |                     |
| Chortkiv-West                                   | м. Чортків, Тернопільська область                                               | 03.10.2019                | 30                            | 87,68                                | Чортківська міська рада |                                                                                                 | |                                                              |                                                            |                                  | відсутні | |                      |                     |
| Місто Скла                                      | м. Березань, Київська область                                                   | 30.01.2020                | 30                            | 20,26                                | ТОВ «Березаньскло» |                                                                                                 | |                                                              |                                                            |                                  | відсутні | |                      |                     |
| Східний регіон                                  | м. Попасна, Луганська область                                                   | 12.11.2020                | 30                            | 15,39                                | Попаснянська міська рада |                                                                                                 | |                                                              |                                                            |                                  | відсутні | |                      |                     |
| ПАТОН                                           | Глевахівська селищна рада, Фастівський район, Київська область                  | 24.12.2020                | 30                            | 17,05                                | ТОВ «Дослідний завод зварювального устаткування Інституту електрозварювання імені Є. О. Патона» |                                                                                                 | |                                                              |                                                            |                                  | відсутні | |                      |                     |
| Rivne Industrial Park                           | Малолюбашанська сільська рада, Костопільський район, Рівненська область         | 24.12.2020                | 40                            | 125,13                               | Рівненська обласна державна адміністрація |                                                                                                 | |                                                              |                                                            |                                  | відсутні | |                      |                     |
| E40 Industrial Park                             | територія Колонщинської сільської ради, Бучанський район, Київська область      | 25.02.2021                | 30                            | 48,53                                | ТОВ «КОРМА ДЕВЕЛОПМЕНТ» |                                                                                                 | |                                                              |                                                            |                                  | відсутні | |                      |                     |
| СОЛТАНІВКА                                      | територія Калинівської сільської ради, Фастівський район, Київська область      | 26.04.2021                | 50                            | 27,75                                | ТОВ «САМІРА ЛІМІТЕД» |                                                                                                 | |                                                              |                                                            |                                  | відсутні | |                      |                     |
| Спарроу Парк Львів                              | м. Львів, Львівська область                                                     | 14.05.2021                | 30                            | 18,82                                | ТОВ «СПАРРОУ ІНДАСТРІЗ» |                                                                                                 | |                                                              |                                                            |                                  | відсутні | |                      |                     |
| КРОНОСПАН РІВНЕ                                 | с. Городок, Рівненський район, Рівненська область                               | 02.08.2021                | 50                            | 85,0089                              | ТОВ «КРОНОСПАН РІВНЕ» |                                                                                                 | |                                                              |                                                            |                                  | відсутні | |                      |                     |
| Мостиський Сухий Порт                           | Мостиський район, Львівська область                                             | 02.08.2021                | 30                            | 34,51                                | Мостиська міська рада |                                                                                                 | |                                                              |                                                            |                                  | відсутні | |                      |                     |
| Kalush Industrial HUB                           | Калуський район, Івано-Франківська область                                      | 30.08.2021                | 30                            | 18,73                                | ТОВ «Ч. А. С.» |                                                                                                 | |                                                              |                                                            |                                  | відсутні | |                      |                     |
| Марамуреш                                       | с. Біла Церква, Тячівський район, Закарпатська область                          | 03.06.2022                | 30                            |                                      | Солотвинська селищна рада |                                                                                                 | |                                                              |                                                            |                                  | відсутні | |                      |                     |
| Л-ТАУН ПАРК                                     | с. Путрівка, Фастівський район, Київська область                                | 03.06.2022                | 30                            |                                      | ТОВ «ЛМС-ТАУН» |                                                                                                 | |                                                              |                                                            |                                  | відсутні | |                      |                     |
| Енергія Буковини                                | с. Сербичани, Дністровський район, Чернівецька область                          | 19.07.2022                | 35                            |                                      | Сокирянська міська рада |                                                                                                 | |                                                              |                                                            |                                  | відсутні | |                      |                     |
| Хотин Invest                                    | м. Хотин, Дністровський район, Чернівецька область                              | 19.07.2022                | 30                            |                                      | Хотинська міська рада |                                                                                                 | |                                                              |                                                            |                                  | відсутні | |                      |                     |
| Малин-Захід                                     | м. Малин, Житомирська область                                                   | 19.08.2022                | 30                            |                                      | Малинська міська рада |                                                                                                 | |                                                              |                                                            |                                  | відсутні | |                      |                     |
| Володимир                                       | м. Володимир, Волинська область                                                 | 11.10.2022                | 30                            |                                      | Володимирська міська рада |                                                                                                 | |                                                              |                                                            |                                  | відсутні | |                      |                     |
| Еко-смарт індустріальний парк «ГАЛІТ»           | м. Дрогобич, Львівська область                                                  | 14.11.2022                | 30                            |                                      | Дрогобицька міська рада |                                                                                                 | |                                                              |                                                            |                                  | відсутні | |                      |                     |
| Західноукраїнський промисловий ХАБ              | с. Острів, Тернопільський район, Тернопільська область                          | 14.11.2022                | 30                            |                                      | ПП «Агропродсервіс» |                                                                                                 | |                                                              |                                                            |                                  | відсутні | |                      |                     |
| Ужгород                                         | м. Ужгород, Закарпатська область                                                | 16.12.2022                | 30                            |                                      | ТОВ «Ужбуд», ТОВ «Ужстав» |                                                                                                 | |                                                              |                                                            |                                  | відсутні | |                      |                     |
| Менський                                        | територія Менської міської ради, Чернігівська область                           | 24.01.2023                | 30                            |                                      | Менська міська рада |                                                                                                 | |                                                              |                                                            |                                  | відсутні | |                      |                     |
| Формація.Львів                                  | м. Львів, вул. Північна, промислова зона «Сигнівка»                             | 12.10.2023                | 50                            | 30,00                                | Львівська міська рада |                                                                                                 | ТОВ «ФОРМАЦІЯ СИГНІВКА»                                                                                            | Дмитро КОВАЛЬЧУК                                             |                                                            |                                  | | |                      |                     |